# Anatolij Dejneko
Anatolij Wiktorowycz Dejneko, ukr. Анатолій Вікторович Дейнеко, ros. Анатолий Викторович Дейнеко, Anatolij Wiktorowicz Diejnieko (ur. 22 października 1961 w Charkowie) – ukraiński piłkarz, grający na pozycji bramkarza, trener piłkarski.

## Kariera piłkarska
Wychowanek Szkoły Sportowej Metalist Charków. Pierwszy trener W.Czapłyhin. W 1979 rozpoczął karierę piłkarską w drużynie rezerw Metalista Charków. W 1981 przeszedł do Metałurha Zaporoże, ale również grał jedynie w drużynie rezerw, dlatego w 1985 przeniósł się do Awanhardu Równe. Po jednym sezonie  odszedł do Nywy Winnica. W 1989 został zaproszony do Dnipra Czerkasy, w którym zakończył karierę piłkarza. Potem jeszcze grał w zespołach amatorskich, m.in. Rybka Czerkasy, FK Czehryń.

## Kariera trenerska
Karierę szkoleniowca rozpoczął po zakończeniu kariery piłkarza. W marcu 1999 dołączył do sztabu szkoleniowego FK Czerkasy, w którym pracował do kwietnia 2001. Od sierpnia 2003 do maja 2009 roku ponownie pomagał trenować bramkarzy w czerkaskim klubie, który przywrócił nazwę Dnipro Czerkasy. Po rozwiązaniu Dnipra został w 2010 zaproszony do nowo utworzonego klubu Sławutycz Czerkasy, ale już 25 czerwca 2010 zgodził się na propozycję Anatolija Bezsmertnego pomagać trenować bramkarzy w FK Połtawa. W czerwcu 2012 przeniósł się z powrotem do Sławutycza Czerkasy, a 19 października 2012 został mianowany na pełniącego obowiązki głównego trenera Sławutycza. 1 lutego 2013 został zmieniony przez nowego trenera Serhija Puczkowa. Po pół roku przerwy, od 1 lipca do końca 2013 roku ponownie pracował w sztabie szkoleniowym czerkaskiej drużyny.

## Sukcesy i odznaczenia

### Sukcesy trenerskie
Dnipro Czerkasy (jako asystent)
- brązowy medalista Ukraińskiej Pierwszej Ligi: 2000
- mistrz grupy W Ukraińskiej Drugiej Ligi: 2006